# Anne van der Meiden
Anne van der Meiden (Enschede, 4 juni 1929 – Nijverdal, 2 juni 2021) was een Nederlands theoloog en communicatiewetenschapper. Aan de Rijksuniversiteit Utrecht was hij hoogleraar in de massacommunicatie en de public relations.

## Achtergrond

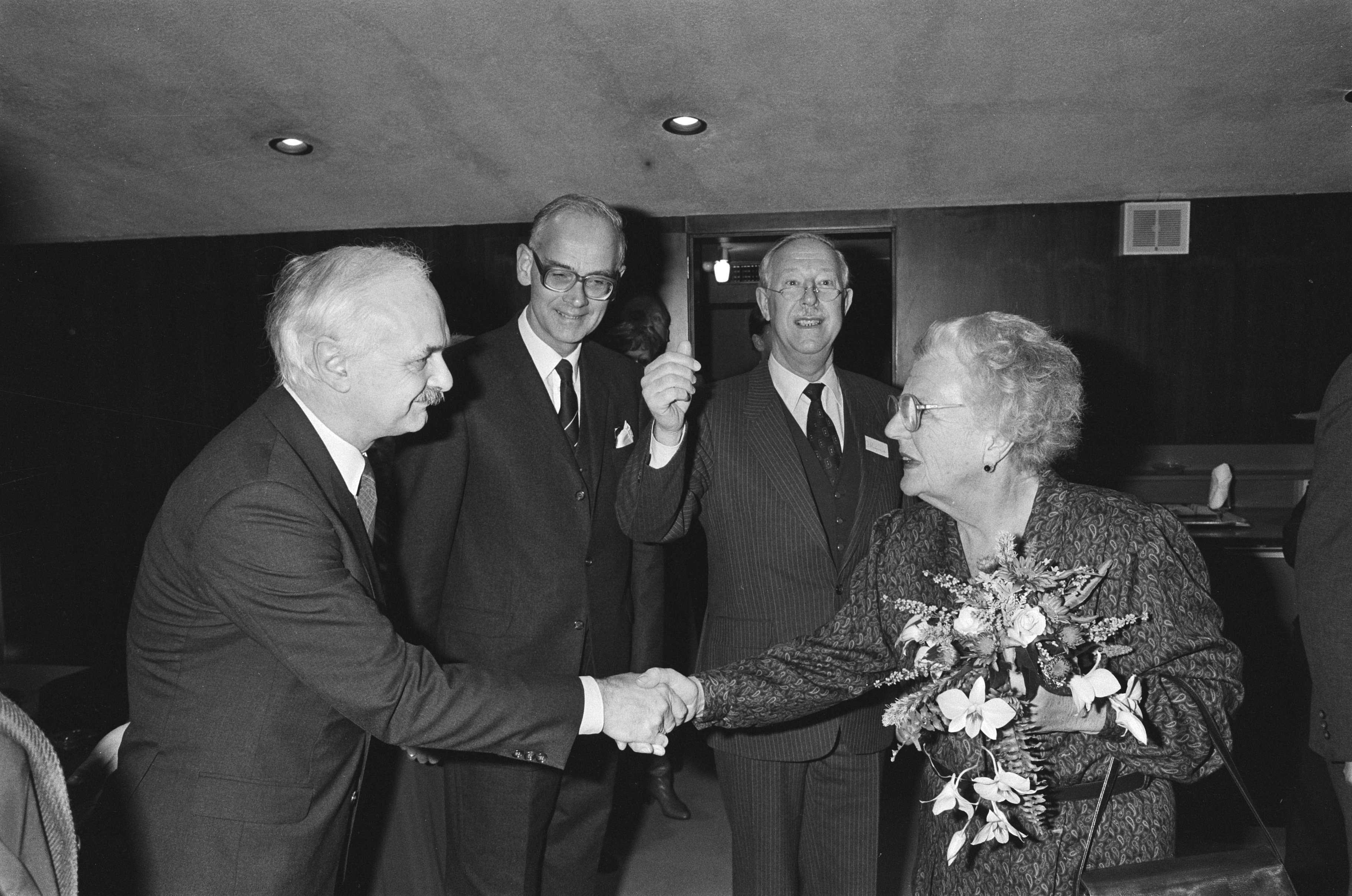
Van der Meiden schudt prinses Juliana de hand (1985)

Van der Meiden werd geboren in een christelijk gereformeerd gezin. Hij was een neef van de christelijk gereformeerde hoogleraar in de theologie Leendert Huibert van der Meiden. Zijn oudste broer verdronk in 1939.
Na zijn schoolopleiding op het gymnasium in Enschede studeerde hij theologie. Daarna werd hij predikant voor de vrijzinnige geloofsgemeenschap van Meerkerk die was aangesloten bij de Vereniging van Vrijzinnig Hervormden (VVH, thans Vereniging van Vrijzinnige Protestanten VVP) en tevens onderdak bood aan de leden van de Vrijzinnige Geloofsgemeenschap NPB (voorheen de Nederlandse Protestantenbond).
Hij studeerde daarnaast ook marketing en communicatiewetenschappen. In 1972 promoveerde hij op ethiek in de propaganda voor het vakgebied wijsgerige ethiek; de titel van zijn dissertatie is Mensen winnen.
Van der Meiden heeft op verscheidene instellingen van het hoger beroepsonderwijs en universitair onderwijs gedoceerd in de massacommunicatie en de public relations waar hij uiteindelijk hoogleraar in werd. Op 2 juni 1994 ging hij met emeritaat. Ter gelegenheid van zijn emeritaat gaf hij een afscheidscollege onder de titel 'Met raad verlegen'.
Hij overleed op woensdagavond 2 juni 2021, twee dagen voor zijn 92e verjaardag.

## Theologie
Van der Meiden schreef boeken over theologie, reclame, propaganda, spreken in het openbaar en public relations. Ook heeft hij een aantal streekromans op zijn naam staan. Verder heeft hij cursussen gegeven aan predikanten over communicatie en kerk in Hydepark, het seminarie van de Protestantse Kerk in Nederland.

### Bijbelvertaling in het Twents
Op theologisch en religieus terrein is hij ook actief gebleven. Hij hield zich bezig met een Bijbelvertaling in het Twents en hij leidde ook diensten in deze streektaal, onder meer voor de regionale zender van Overijssel, RTV Oost. In 2004 werd bekend dat Van der Meiden stopte met zijn bijdragen voor een Twentse Bijbelvertaling (hij vertaalde 52 Bijbelboeken) omdat zijn gezichtsvermogen te veel achteruit was gegaan. In 2009 verscheen de eerste gebonden uitgave van de Biebel in de Twentse sproake bij uitgeverij Jongbloed BV. Zijn favoriete woorden kwamen uit Psalm 131, vertelde hij aan EO-verslaggever Peter Siebe in 2011:
Nee, ik heb miejzölf tot röstbracht, 
ik bin stiller wörden, 
zo as nen kleanen biej de mo lig, 
as zonnen kleanen, zo bin ik.
(Psalm 131:2, fragment uit de Biebel in de Twentse sproake, Royal Jongbloed)

### De zwartekousenkerk
Van der Meiden kreeg ook bekendheid door zijn boeken over de bevindelijk gereformeerden. In zijn boek De zwartekousenkerken, portret van een onbekende bevolkingsgroep uit 1968 vroeg hij als een van de eersten publieke aandacht voor deze groepering. In 1993 verscheen van dit boek een zesde, bijgestelde druk. Van der Meiden komt zelf ook min of meer uit deze groepering, maar heeft deze later verlaten. Over het algemeen stellen de bevindelijk gereformeerden deze aandacht niet zo erg op prijs.

### Kerken van tegenwoordig
Op 23 september 2007 was Van der Meiden te gast in het IKON-programma Het Vermoeden waarin de professor aan de orde stelde dat de kerken tegenwoordig te weinig aandacht schenken aan het werk van de Heilige Geest en dat die niet alleen exclusief aan christenen is voorbehouden.

## Erkenning
- In 1993 werd de Johanna van Burencultuurprijs voor het bevorderen van de cultuur en streektaal van Oost-Nederland aan hem toegekend.
- In 2002 ontving Van der Meiden voor zijn werk als Bijbelvertaler en communicatiedeskundige de Spaanprijs.
- In 2007 werd hij tot ereburger van Overijssel benoemd, met name vanwege zijn inzet voor de regionale cultuur en in het bijzonder de streektaal.[5]

## Trivia
- Van der Meiden leidde op 8 juli 2000 de dienst waarin het huwelijk van prins Bernhard jr. en Annette Sekrève werd ingezegend. Op 22 oktober 2005 ging Van der Meiden voor bij het kerkelijk huwelijk tussen prins Floris en Aimée Söhngen.
- Hij was de vader van vier kinderen, onder wie theoloog, communicatieadviseur en journalist Willem van der Meiden.
- Het treinstel 33 van Arriva is naar hem vernoemd.

## Publicaties (kleine selectie)
- Anne van der Meiden: Wees toch wijzer. Hoe je je niets wijs laat maken. Heerenveen, Royal Jongbloed, 2016. ISBN 978-90-8525-056-2
- Biebel in de Twentse sproake. Oonder toozicht van de Stichting Twentse Bijbelvertaling oet de oorspronkelijke talen in 't Twents oawerzat in de Twentse sproake deur Anne van der Meiden met hölp van ne begeleidingsgroep. Heerenveen, Jongbloed, 2009. ISBN 978-90-8912-010-6 (1 deel). Oorspr. uitgave in 2 delen: 1998-2001
- Anne van der Meiden: Duurzaam geloven. Over volharding door vernieuwing. Baarn, Ten Have, 2003. ISBN 90-259-5349-2
- Anne van der Meiden: Met raad verlegen. Aspecten van morele legitimatie van het pr-advies. Afscheidscollege Universiteit Utrecht. Bussum, Coutinho, 1994. ISBN 90-6283-947-9
- Anne van der Meiden:  'De zwarte kousen kerken'. Bevindelijk heroverwogen portret. 6e uitgebr. en herz. druk. Baarn, Ten Have, 1993. Eerder verschenen onder de titel: Welzalig is het volk. ISBN 90-259-4550-3
- A. van der Meiden: Reclame en ethiek. Hoe leren we de reclame mores? 3e, herz. en uitgebr. dr. Leiden, Stenfert Kroese, 1981. (1e druk: 1969). ISBN 90-207-1067-2
- A. van der Meiden: Wat zullen de mensen er van zeggen? Enkele visies op het "publiek" in de ontwikkelingsgang van de public relations. Inaugerele rede Utrecht. Den Haag, Nederlands Genootschap voor Public Relations, 1978.
- Anne van der Meiden: Mensen winnen. Een verkenning van de relatie tussen ethiek, propaganda en apostolaat. Proefschrift Utrecht, 1972.